# ジュリオ・マンフレディ
ジュリオ・マンフレディ（Giulio Manfredi）は、イタリアミラノを拠点に世界的に活躍する著名な宝飾デザイナー。自身のブランド「MANFREDI」の経営者。

## 経歴
イタリア北部のピアチェンツァの貴族家庭に生まれる。伝統的金細工品の再興と発展のために、1973年に「MANFREDI」を創設する。1992年、初期ルネサンスを代表する画家ピエロ・デラ・フランチェスカへのオマージュとなる作品群を制作した。1998年、ロミオとジュリエット賞の彫刻作品を作成する。2011年、イタリア文化財・文化活動省の依頼に基づき、レオナルド・ダ・ヴィンチの「最後の晩餐」をモチーフとした連作を発表した。2022年、ラファエロの「アテナイの学堂」の着想した新作展覧会を、アンブロジアーナ図書館で開幕する。2023年の日本と九州初の長崎県美術館の小企画展にて、宝飾デザインした「最後の晩餐」連作プロジェクト展覧会を公開する。

## 著書
- L'emozione del sogno.Giulio Manfredi interpreta Alessandro Manzoni. Ediz. italiana  e inglese - 2006年1月発刊。
- Jewels by Giulo Manfredi Celebrate:School of Light - 2023年4月発刊。